# Microregione di Ipu
Ipu è una microregione dello Stato del Ceará in Brasile, appartenente alla mesoregione di Noroeste Cearense.

## Comuni
Comprende 6 municipi:
- Ipu
- Ipueiras
- Pires Ferreira
- Poranga
- Reriutaba
- Varjota